# Foetidia clusioides
Foetidia clusioides är en tvåhjärtbladig växtart som beskrevs av John Gilbert Baker. Foetidia clusioides ingår i släktet Foetidia och familjen Lecythidaceae. Inga underarter finns listade i Catalogue of Life.